# Ducatul Lituaniei
 [[Categorie:Foste subdiviziuni|Marele Ducat al Lituaniei, Lituania]]

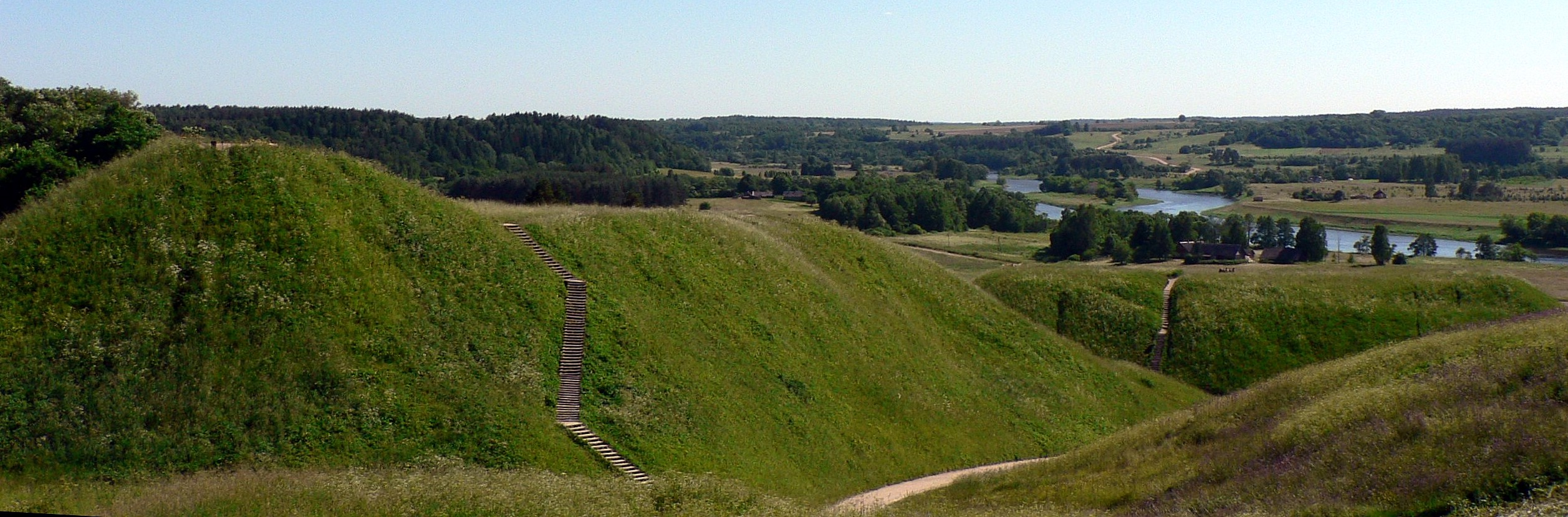
Kernavė, nucleul Lithuaniei în secolele al-XI-lea - al XIII-lea

Ducatul Lituaniei (în latină Ducatus Lithuaniae, în lituaniană Lietuvos kunigaikštystė) a fost o formațiune teritorial-statal al etnicilor lituanieni care au existat din secolul al XIII-lea până în 1413. Pentru cea mai mare parte a existenței sale, a fost parte constitutivă și un nucleu al Marelui Ducat al Lituaniei. 
Alte nume alternative al Ducatului Lituaniei, folosite în diferite perioade, au fost Aukštaitija (secolul al XIII-lea), Ducatul Vilniusului (secolul al XIV-lea – începutul celui de-al XV-lea), Lithuania propria, sau doar Lituania (în sens larg).

## Istoric
Formațiunea statală a apărut în partea centrală și estică a Lituaniei din zilele noastre, cunoscută ca Aukštaitija, ori  Țara Lietuva (lituaniană Lietuvos žemė). Se presupune că procesul de formare a început în Lituania centrală, pe malul stâng al râului Neris și s-a extins rapid spre est. Acest teritoriu a fost menționat în 1009 ca Litua. Teritoriul era condus de căpeteniile unui trib de etnici lituanian, aukštaitianii. După extinderea teritorială a statului lituanian în secolul al XIII-lea, când a devenit cunoscut ca Marele Ducat al Lituaniei și Regatul Lituaniei  (1251–1263), Ducatul Lituaniei a devenit o unitate administrativă guvernată de kunigaikštis (duci), poziția aceasta fiind moștenită prin legăturile dinastice ale ocupantului. Principalul centru administrativ al ducatului până la sfârșitul secolului al XIII-lea a fost Kernavė.
Este posibil ca Ducatul Lituaniei, care a devenit cunoscut sub numele de Ducatul Vilnius din secolul al XIV-lea, să fi fost format din partea de est a ducatului original al Lituaniei sub conducerea Marelui Duce al Lituaniei [[Vytenis],] la sfârșitul secolului al XIII-lea. Partea sa de sud-vest a fost transformată în noul Ducat Trakai, aflat sub stăpânirea lui Gediminas, care își stabilise capitala la Castelulul Senieji Trakai. Se știe cu siguranță că Ducatul Trakai a fost fieful lui Kęstutis la începutul domniei sale în 1337. Ducatul Trakai a fost precursorul Voievodatului Trakai. 
Ultimul duce al Lituaniei (latină Dux Lithuaniae) a fost Vytautas cel Mare, care, în conformitate cu prevederile Tratatului de la Astravos (Ostrów), a primit stăpânirea asupra ducatului de la Jogaila, care îl moștenise de la tatăl său, Algirdas. Începând cu 1397, ducatul a avut statutul de  starostwo (seniorie, stărostie),  comparabil cu cel al cu Senioriei Samogitia. După reforma administrativă a lui Vytautas din 1413, bazata pe Uniunea de la Horodło, ducatul și-a încetat existența, fiind încorporat în noul înființat Ducat Vilnius. 

## Vedeți și:
- Istoria Belarusului
- Istoria Lituaniei
- Istoria Lituaniei (1219–1295)
- Lithuania propria